# Альбертинелли, Мариотто
Мариотто ди Биндо ди Бьяджо Альбертинелли (итал. Mariotto di Bindo di Biagio Albertinelli; 13 октября 1474, Флоренция — 5 ноября 1515, Флоренция) — живописец эпохи итальянского Возрождения флорентийской школы. Друг и последователь Фра Бартоломео.

## Жизнь и творчество
Альбертинелли родился 13 октября 1474 года во Флоренции (Тоскана), в семье ювелира Бьяджо ди Биндо Альбертинелли и Виттории Росони. Отец учил его ювелирному мастерству, и сын следовал его профессии до двадцати лет.

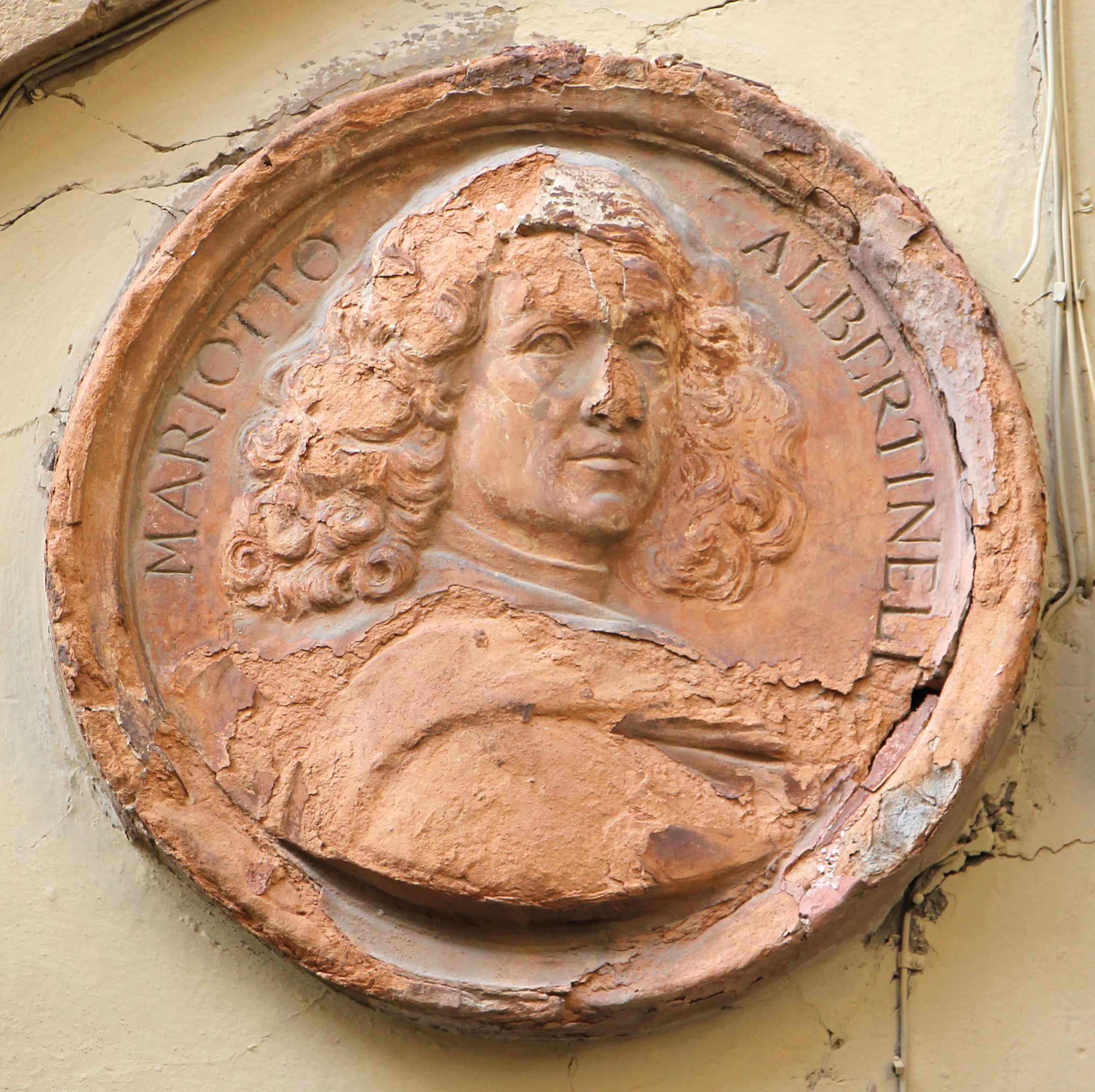
Медальон с портретом Альбертинелли. Траттория Пенелло. Виа Данте Алигьери, 4, Флоренция

Продолжая заниматься «златокузнечным ремеслом» (итал. battere il metallo), в двенадцать лет Мариотто стал учеником живописца Козимо Росселли. В мастерской своего учителя художник получил первые навыки живописи и здесь же подружился с Баччо делла Порта (известного впоследствии под именем Фра Бартоломео). Несмотря на разные характеры, их дружба была крепка. Друзья много и плодотворно работали вместе, чем объясняется сходство их живописных манер, например в картине «Поклонение младенцу Христу» (1490-е).
В 1494 году Баччо ушёл от Козимо Росселли, чтобы работать самостоятельно. Мариотто Альбертинелли ушёл вместе с ним. Они открыли совместную мастерскую. Долгое время Альбертинелли, не отдавая должное его таланту, называли «вторым Бартоломео».
Поскольку Мариотто не так основательно владел рисунком, как Баччо, он обратился к изучению «антиков» (фрагментов античных статуй), находившихся тогда в так называемых «Садах Медичи» во Флоренции. Изучая антики, Мариотто сделал большие успехи в рисунке и поступил на службу к Альфонсине Орсини, супруге Пьеро ди Лоренцо де Медичи, оказывавшей молодому художнику всяческую поддержку. Он написал её портрет и несколько картин. Альфонсина послала их в Рим Карло и Джордано Орсини, затем они попали к Чезаре Борджиа (позднее эти картины были утрачены).
В 1494 году, после изгнания семьи Медичи из Флоренции, Мариотто Альбертинелли вернулся в мастерскую Баччо. Там он, осознавая свою слабость в рисунке, стал изучать пластическую анатомию фигуры человека на глиняных моделях. Его участие в работе над картиной «Благовещение» в соборе Вольтерры, датируемой 1497 годом, является спорным.
Произведения раннего периода творчества художника были небольшими по размеру, выполненными в мельчайшей, изящной технике и стиле, заимствованном из работ главного ученика Росселли Пьеро ди Козимо, а также Лоренцо ди Креди и Перуджино. Как и многие флорентийские художники, Альбертинелли также был восприимчив к влиянию современной ему фламандской живописи.
В 1500 году Баччо делла Порта под впечатлением от проповедей Джироламо Савонаролы стал монахом доминиканского монастыря Сан-Марко во Флоренции и на несколько лет отказался от искусства. Мариотто пришлось одному заканчивать фреску «Страшный суд» по картону оставленному Баччо. Фреска была заказана Джероццо Дини для Оспедале Санта-Мария-Нуова (ныне хранится отдельно в музее Сан-Марко). Она была завершена около 1500 года.
В 1503 году Альбертинелли под явным влиянием Перуджино написал свою самую известную работу — алтарный образ для капеллы Святой Елизаветы в церкви Сан-Микеле-алле-Тромбе во Флоренции. Центральная часть алтаря изображает «Посещение Девой Марией Святой Елизаветы» (ныне хранится в галерее Уффици). В том же году Альбертинелли вступил в новое партнёрство с Джулиано Буджардини, которое продлилось до 1509 года, когда Альбертинелли возобновил свою работу с Фра Бартоломео.
По сообщению Джорджо Вазари Альбертинелли был «человеком беспокойного нрава, покорствующим своим плотским желаниям, и очень весёлым в повседневной жизни». Друзья упрекали его в легкомыслии, и, словно в подтверждение их слов, Мариотто Альбертинелли бросил заниматься живописью. Решив заняться «делом более низким, но зато менее утомительным и более весёлым», он открыл две таверны за воротами Сан-Галло и у Понте-Веккьо, «и занимался этим много месяцев, говоря, что он выбрал искусство, в котором нет ни анатомии, ни ракурсов, ни перспективы и, что самое главное, за которое никто его не оскорбляет, а в том искусстве, которое он бросил, всё совсем наоборот; и здесь каждый день слышишь, что тебя за доброе вино хвалят, а там только и слышишь, как тебя ругают».
Его жена, Антония д’Уголино д’Амадоре, была дочерью виноторговца и также участвовала в этом деле. Однако в 1509 году Мариотто вернулся к живописи вместе со своим верным другом Фра Бартоломео, в партнёрстве с которым он работал ранее в монастыре Сан-Марко во Флоренции. Он выполнил три небольшие картины для Джован Марио Бенинтенди, а в доме Медичи написал тондо по случаю избрания папой Льва X (Джованни Медичи) с гербом и аллегорическими фигурами Веры, Надежды и Любви.
Для скуолы Сан-Дзаноби рядом с домом каноника собора Санта-Мария-дель-Фьоре Мариотто Альбертинелли написал «Благовещение». По сообщению Вазари, он приказал прорубить окно на предназначенном для образа месте, чтобы во время работы по собственному усмотрению менять освещение, добиваясь «большей живости». Он переписывал работу много раз, пока не довёл её до конца, то «меняя более светлый колорит на более тёмный, то большую его живость и яркость на меньшую… От художников же он заслужил похвалы и почести, к тому же надеялся получить от своих хозяев за такие труды гораздо больше того, что он получил, почему между заказчиками и Мариотто и возникли разногласия». Однако Пьетро Перуджино, Ридольфо Гирландайо и Франческо Граначчи оценили эту работу и совместно определили её стоимость.
В 1508 году Альбертинелли совершил поездку в Венецию, которая безусловно повлияла на качества его живописи. Он также работал в монастыре делла Кверча близ Витербо (Лацио), а затем в Риме. Из поездки в Рим он вернулся больным и умер во Флоренции 5 ноября 1515 года. Художник был погребён в церкви Сан-Пьер-Маджоре бывшего монастыря во Флоренции.
По сообщению Джорджо Вазари, в последние годы Альбертинелли из-за распутного образа жизни испытывал финансовые проблемы, он не смог выплатить некоторые из своих долгов, в том числе один Рафаэлю. Его жена Антония выплатила только часть.
Учениками Альбертинелли были живописцы-маньеристы Якопо Понтормо, Инноченцо ди Пьетро Франкуччи да Имола, Джулиано Буджардини и Франчабиджо.
В санкт-петербургском Эрмитаже хранится одна картина Мариотто Альбертинелли: «Поклонение младенцу Христу».

## Галерея

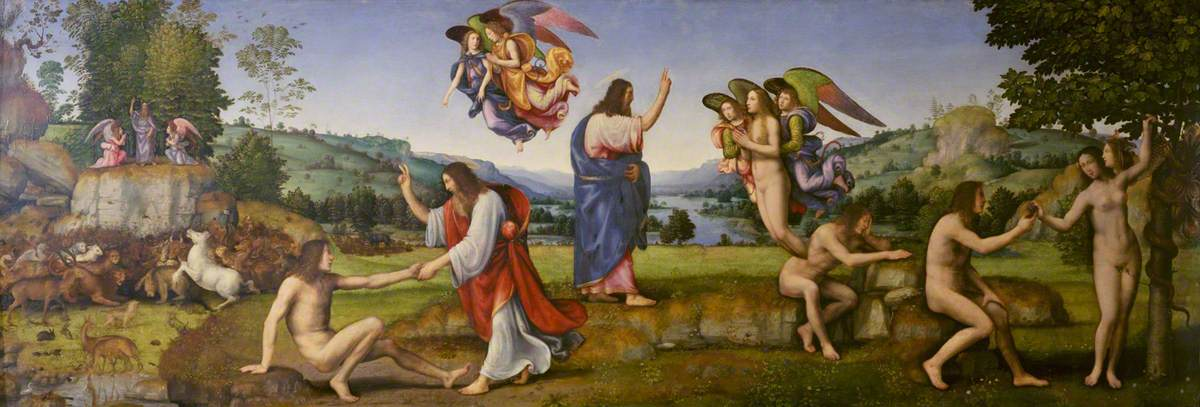
Сотворение и падение человека. Между 1513 и 1514. Дерево, масло. Институт искусства Курто, Лондон
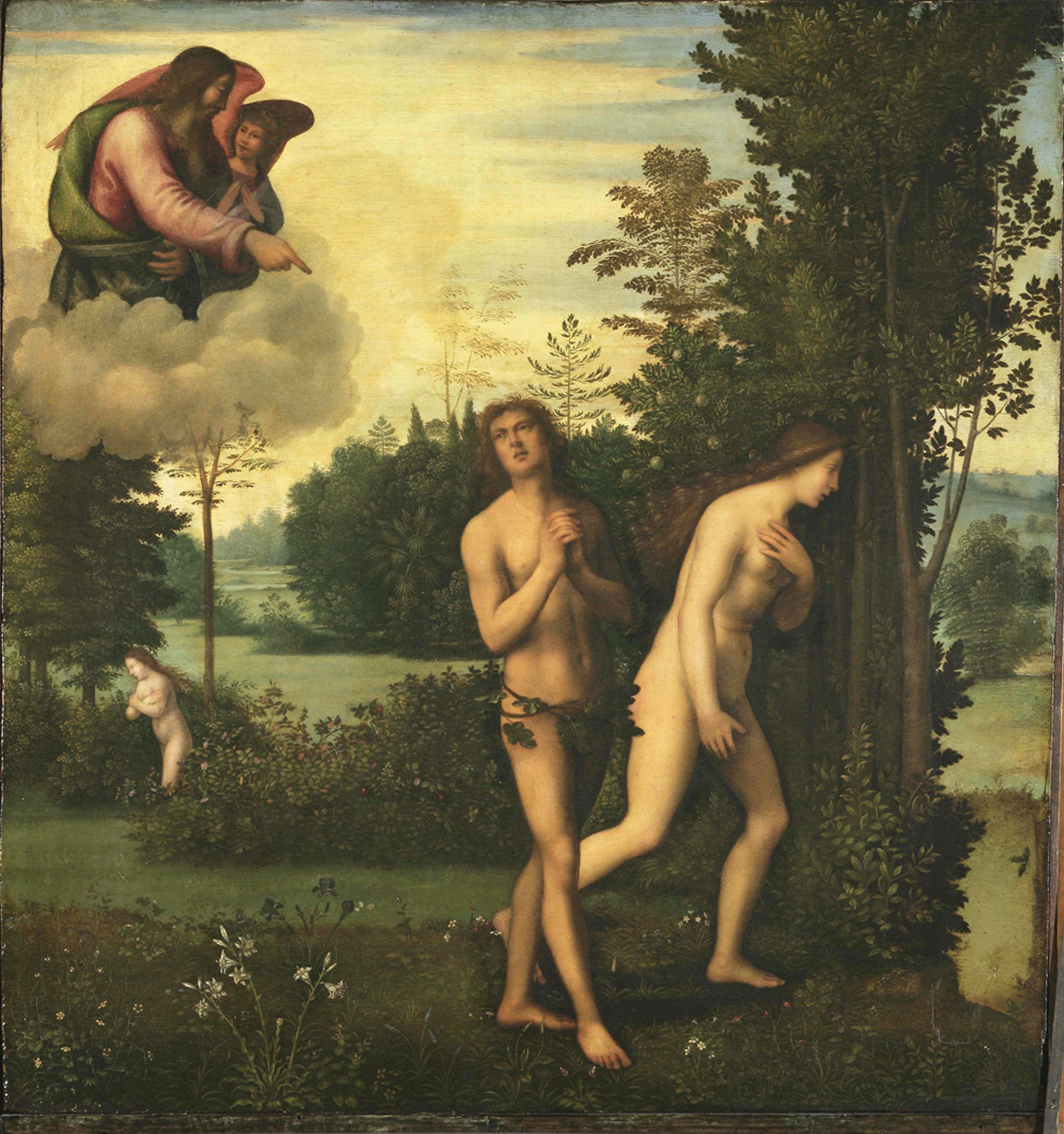
Изгнание Адама и Евы из Рая. Ок. 1514. Дерево, масло. Галерея старых мастеров Штроссмайера, Загреб
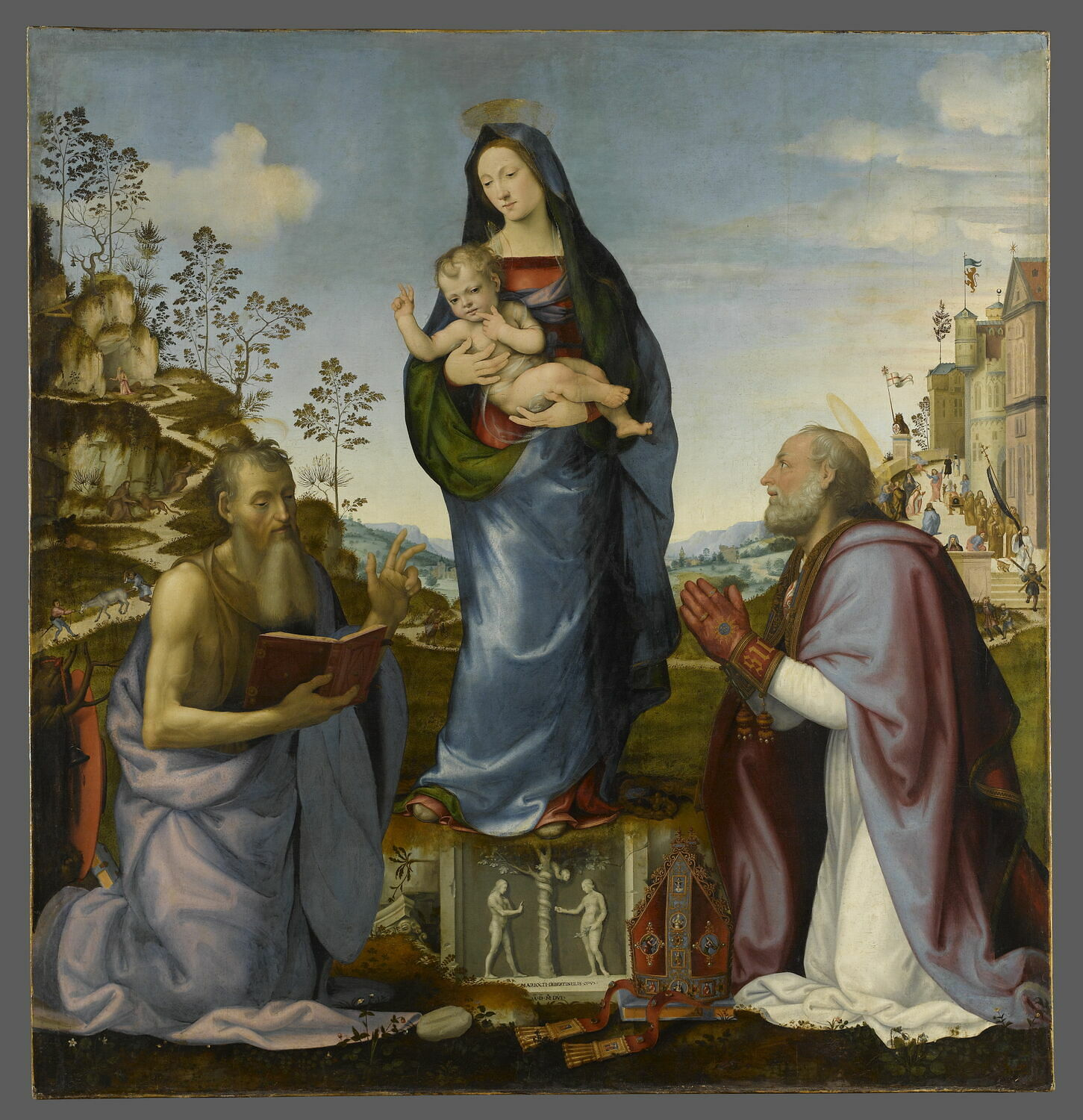
Мадонна с Младенцем и святыми Иеронимом и Зенобием (совместно с Франческо Франчабиджо). 1506. Холст, масло. Лувр, Париж
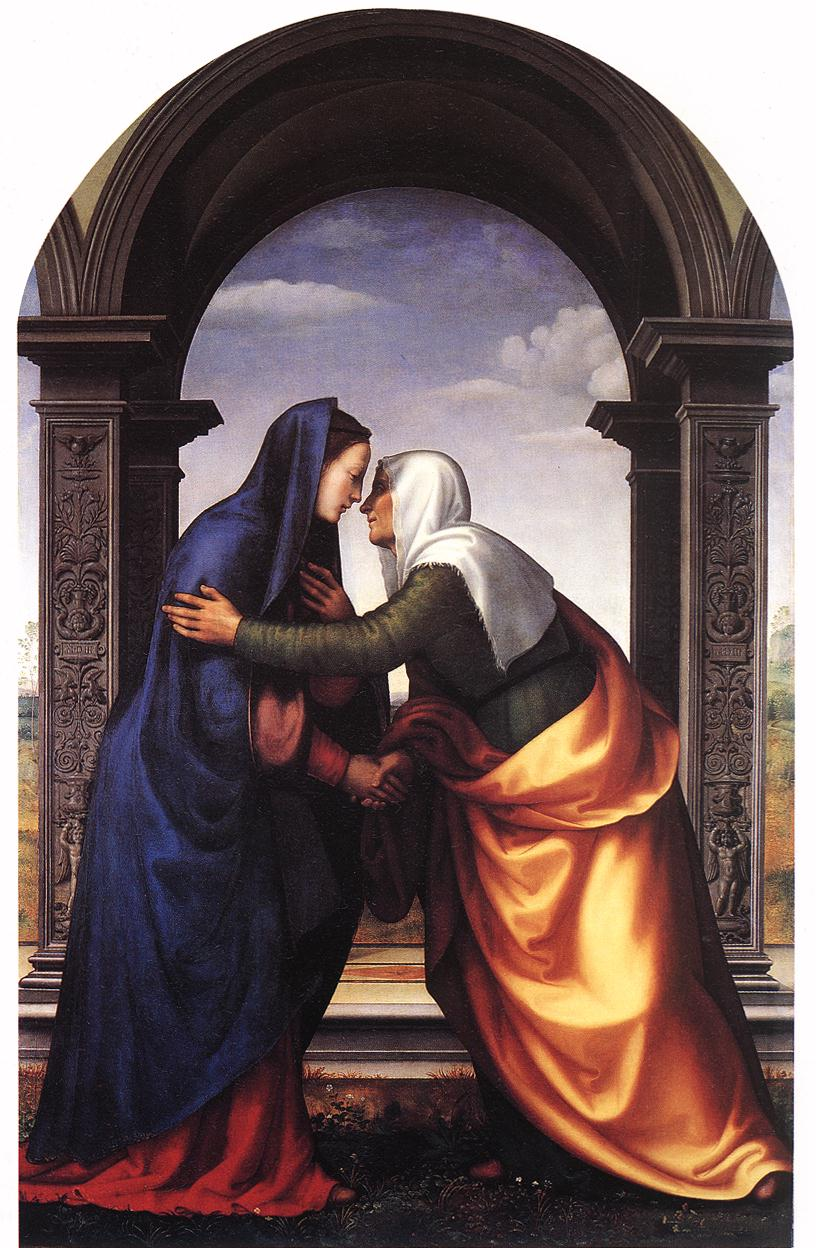
Посещение Девой Марией Святой Елизаветы. Центральная часть алтаря. 1503. Дерево, масло. Флоренция, Уффици
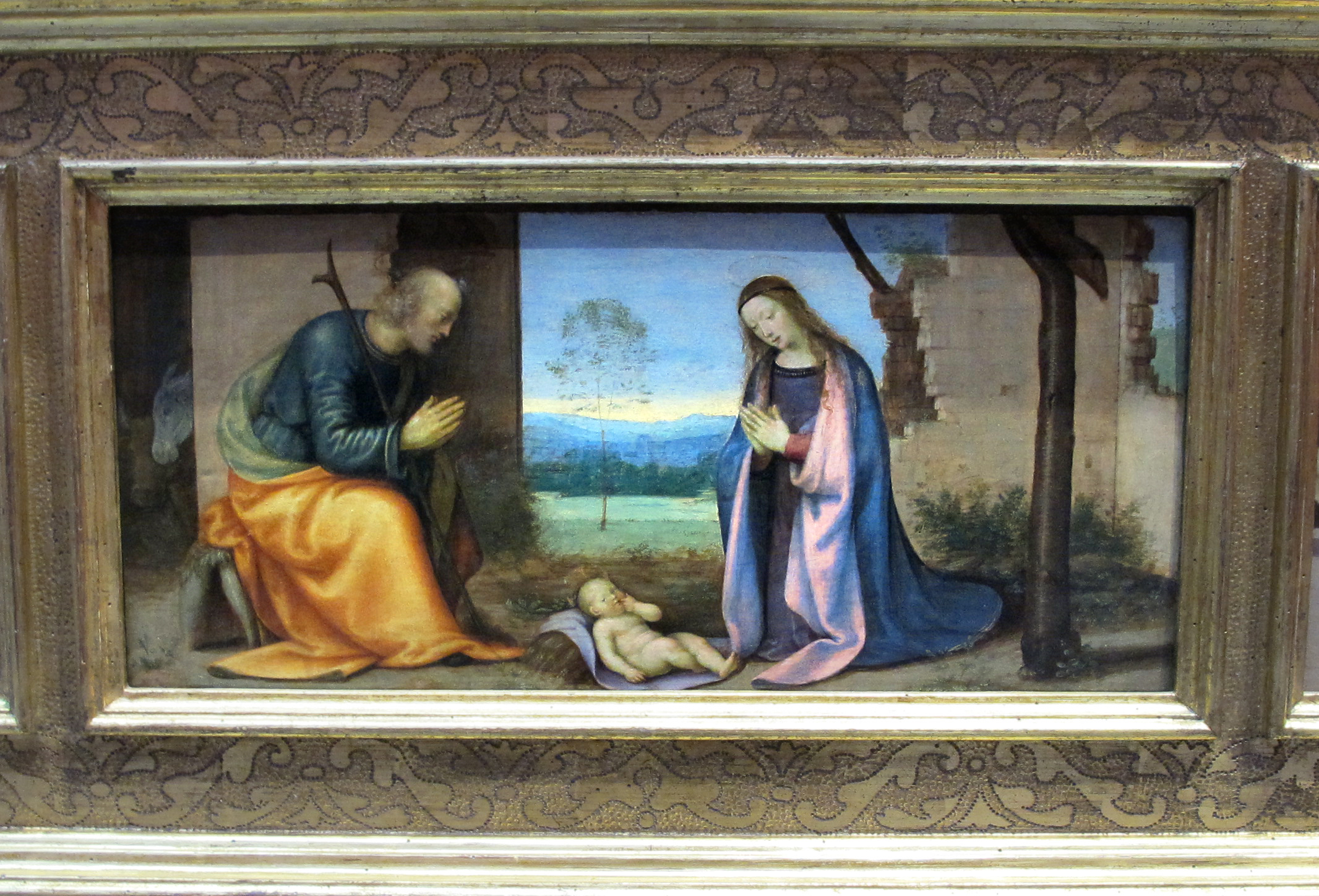
Благовещение. Пределла алтаря
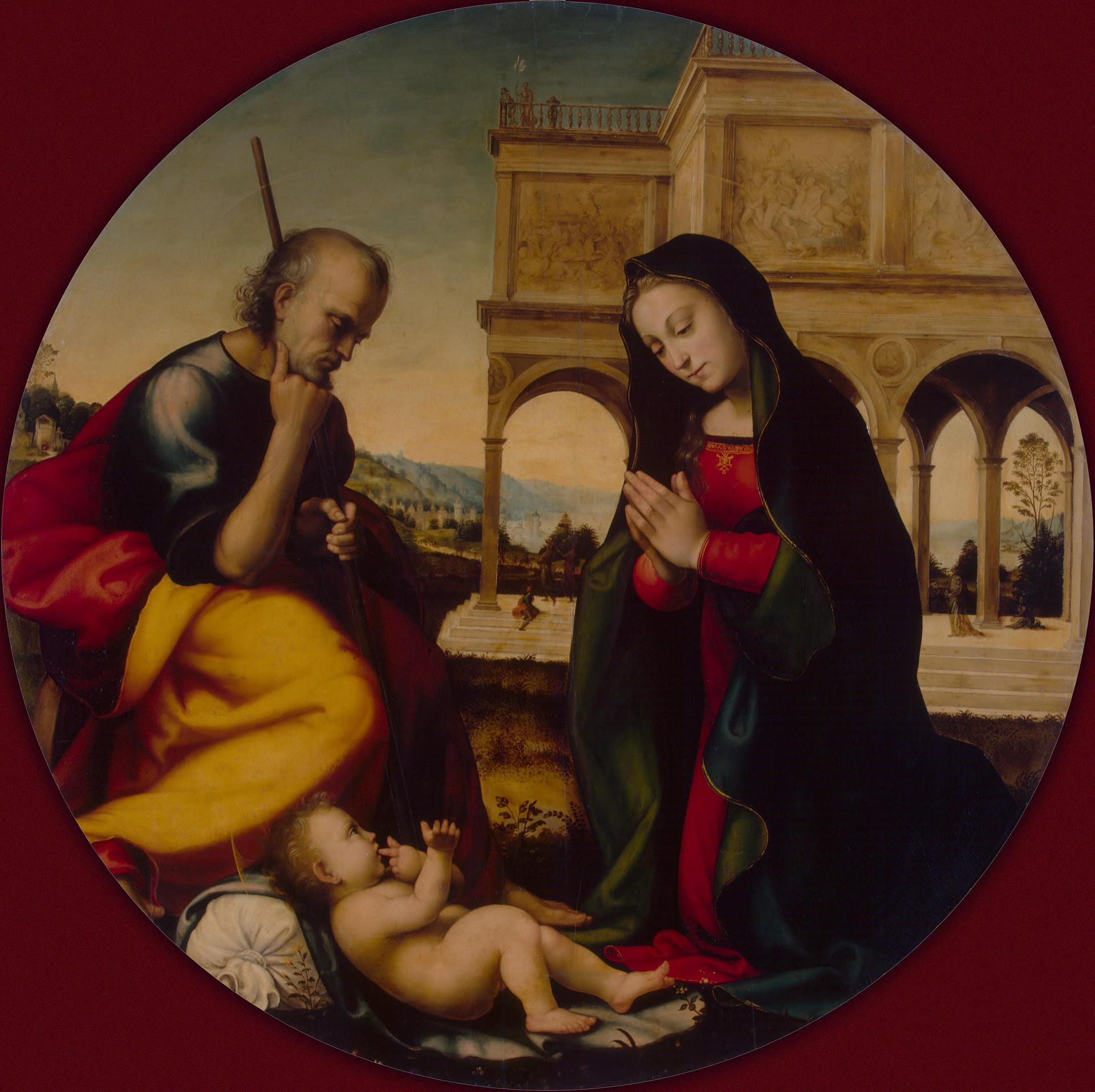
Поклонение младенцу Христу. До 1515. Холст, темпера, масло (переведено с дерева). Государственный Эрмитаж, Санкт-Петербург
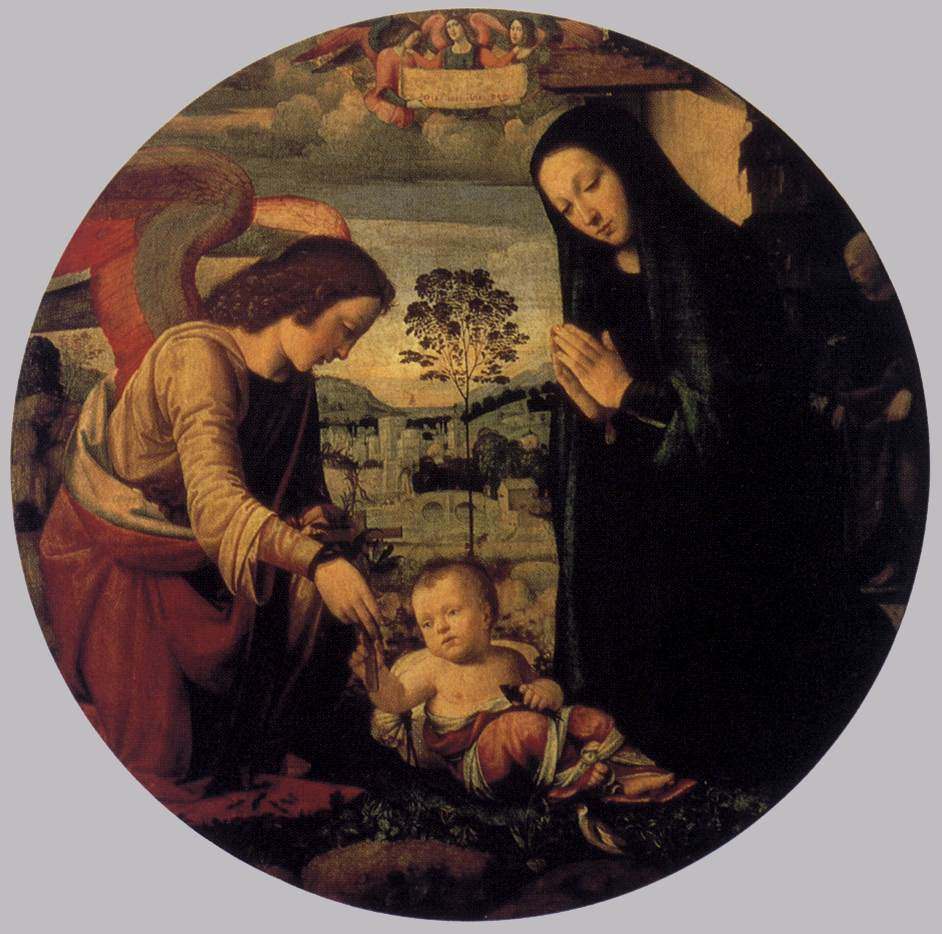
Поклонение младенцу Христу. Между 1497 и 1499. Дерево, масло. Палаццо Питти, Флоренция